# Jaśkowice (Orzesze)
Jaśkowice (niem. Jaschkowitz) – dzielnica Orzesza położona w północno-zachodniej części miasta. Od wschodu graniczy z Centrum, natomiast z pozostałych stron jest otoczona lasem. 

## Historia

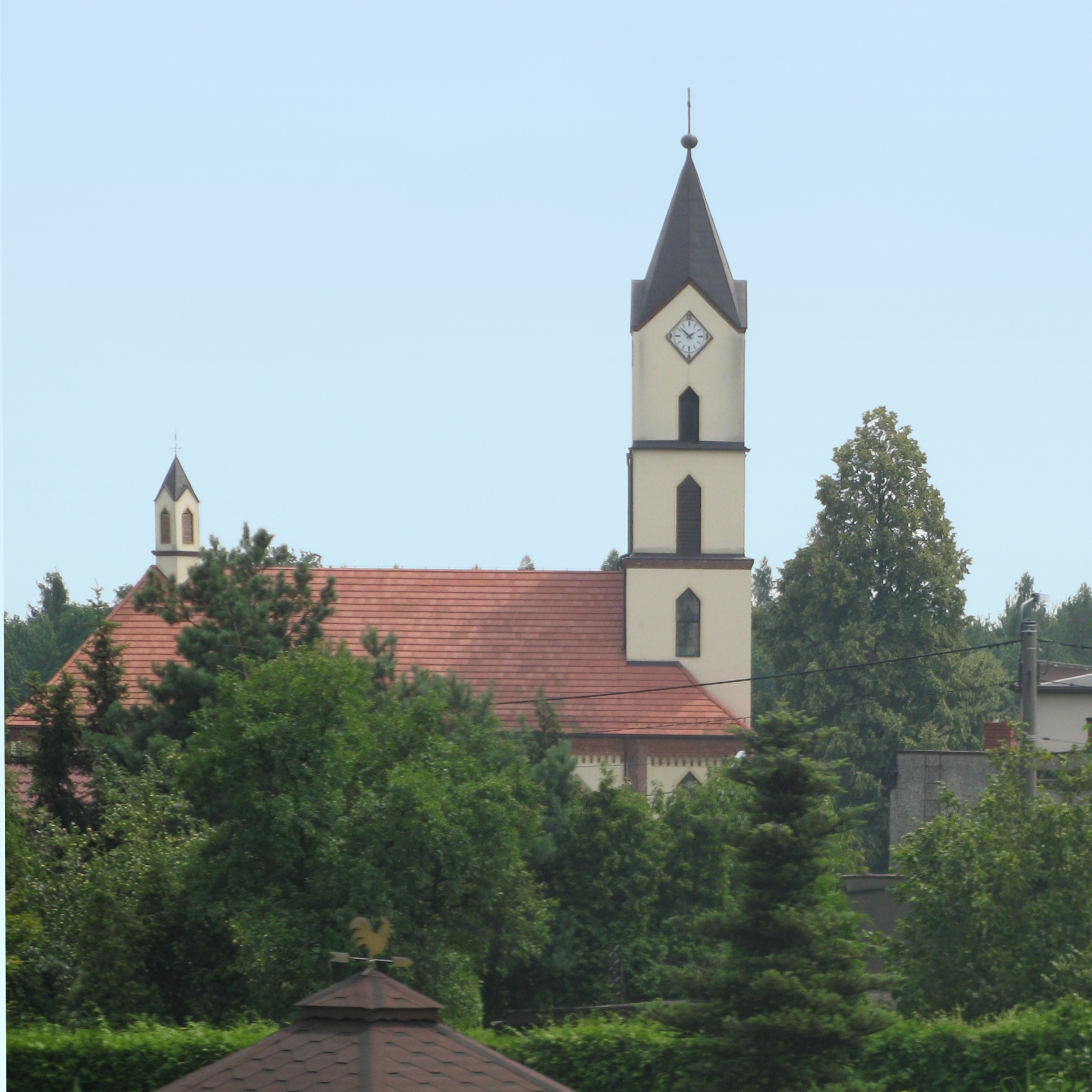
Kościół Narodzenia św. Jana Chrzciciela w Jaśkowicach (2018)

W aktach książąt raciborskich zaznaczono Jaśkowice na początku XVI w. Następna informacja o wiosce pochodzi z XVIII w., z czasów kolonizacji Śląska. Kroniki parafialne i szkolne sąsiednich miejscowości zawierają na jej temat jedynie wiadomości szczątkowe, co można by tłumaczyć wyjątkową w przeszłości sytuacją Jaśkowic: w XVIII i XIX stuleciach granica biskupstw krakowskiego i wrocławskiego przebiegała wzdłuż Bierawki a mieszkańcy prawego brzegu rzeki, a więc części Orzesza i Zawady oraz całych Jaśkowic włączeni byli do parafii w Dębieńsku.
W 1784 r., kiedy wieś należała do Marii Heleny Woyskiej z Orzesza, był tu folwark, 4 domy i zaledwie 14 mieszkańców. W 1825 r. Jaśkowice należały do Fragsteina, miały 8 domów i 43 mieszkańców, a dwadzieścia lat później (1845) żyło w wiosce 82 ludzi.
W kronice szkolnej Orzesza zapisano, że jaśkowickie dzieci były przed 1820 r. nauczane przez dochodzącego kapelana dębskiego w domu Jana Honisza w Jaśkowicach. 
W następnych latach część dzieci korzystała ze szkoły w Orzeszu, inna, mniejsza grupa chodziła drogą przez las do szkoły w Dębieńsku. Taki stan rzeczy trwał do 1910 r., kiedy w wiosce wybudowano pierwszą szkołę. 1936 r. w miejsce poprzedniej postawiono nową szkołę, tę samą, która służy do dzisiaj.
Kościół parafialny pod wezwaniem Narodzenia św. Jana Chrzciciela powstał w latach 1934-1936.
W 1836 r. Jaśkowice zostały zakupione przez Franciszka Winklera. Na terenie wsi znajdowało się wówczas kilka kopalń, z których najdłużej, bo do 1911 r. istniała kopalnia "Fryderyk" (Friedrichsgrube). W miejscu obecnej FUT "ZREMB" istniała od 1812 r. do 1951 r. huta cynku, a później garbarnia.
W latach 1954–1961 wieś Jaśkowice należała i była siedzibą władz gromady Jaśkowice, zniesiona przez włączenie do osiedla Orzesze, obecnie miasta.

## Transport
Przez Jaśkowice przechodzą dwie linie kolejowe:
- Katowice - Rybnik
- Tychy - Orzesze - Jaśkowice (pociągi towarowe; w przeszłości również osobowe)